# Запобіжний канат гірничої машини

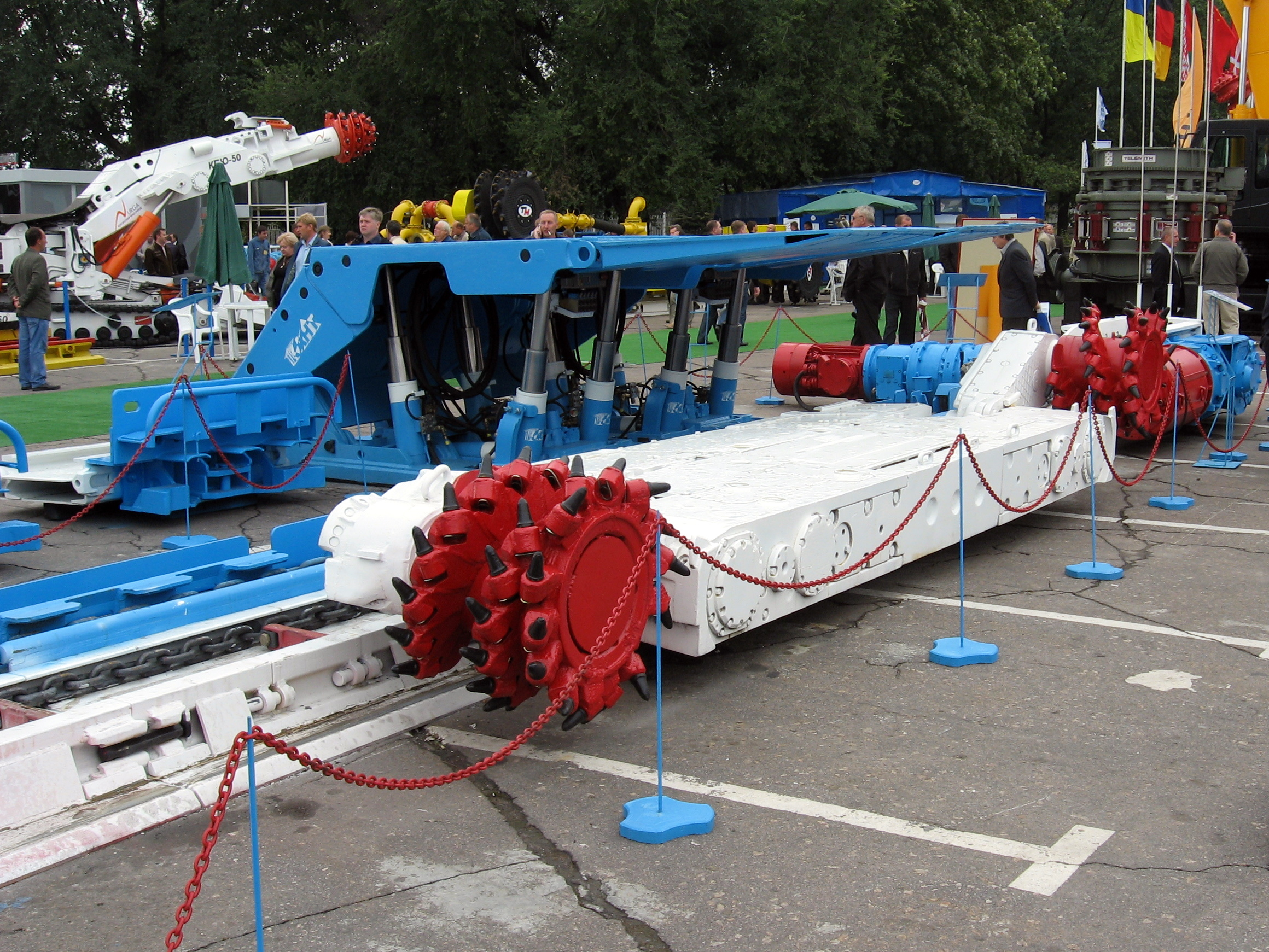

Запобі́жний кана́т (ланцю́г) гірни́чої маши́ни, (рос. предохранительный канат горной машины, англ. safety cable, нім. Sicherheitsseil n) — канат обо ланцюг, призначений для запобігання від падіння гірничої машини (наприклад, гірничого комбайну) при обриві її тягового органу в процесі експлуатації на пластах з кутами падіння понад 8о.